# Sarvepalli Rádhakrišnan
Sir Sarvepalli Rádhakrišnan (telugsky సర్వేపల్లి రాధాకృష్ణ, tamilsky சர்வேபள்ளி ராதாகிருஷ்ணன்; 5. září 1888 Tiruttani – 17. dubna 1975 Madrás) byl indický filosof, státník a překladatel, vrcholný představitel novovédántismu, profesor východních náboženství a etiky na Oxfordu (1936–1952), první viceprezident (1952–1962) a druhý prezident (1962–1967) Indie. Jeho narozeniny se v Indii slaví jako den učitelů. V roce 1975 obdržel (krátce před smrtí) Templetonovu cenu, kterou věnoval Oxfordské univerzitě. Do angličtiny přeložil ze sanskrtu některá filosofická díla.

## Česká vydání jeho prací
- Radhakrishnan, S. Indická filosofie. 1. [díl]. Překlad Adolf Janáček. 1. vyd. Praha: Nakladatelství Československé akademie věd, 1961. 734 s.
- Radhakrishnan, S. Indická filosofie. 2. [díl]. Překlad Adolf Janáček. Vyd. 1. Praha: Nakladatelství Československé akademie věd, 1962. 832 s.
- Bhagavadgíta. Z původního sanskrtského originálu přeložil a anglickým komentářem opatřil Sarvepalli Radhakrishnan; z angličtiny přeložil a předmluvou doplnil Rudolf Skarnitzl. [Praha]: Onyx, ©2007. 214 s.